# الميفعة (يريم)

تعديل مصدري - تعديل

الميفعة هي إحدى حارات حي يريم بمدينة يريم أحد مدن محافظة إب، بلغ تعداد سكانها 120 نسمة حسب تعداد اليمن لعام 2004.